# Herrera de Pisuerga
Herrera de Pisuerga é um município da Espanha na província de Palência, comunidade autónoma de Castela e Leão, de área 99,08 km² com população de 2388 habitantes (2007) e densidade populacional de 24,70 hab/km².

## Demografia
| Variação demográfica do município entre 1991 e 2004 | Variação demográfica do município entre 1991 e 2004 | Variação demográfica do município entre 1991 e 2004 | Variação demográfica do município entre 1991 e 2004 |
| --------------------------------------------------- | --------------------------------------------------- | --------------------------------------------------- | --------------------------------------------------- |
| 1991                                                | 1996                                                | 2001                                                | 2004                                                |
| 2902                                                | 2761                                                | 2506                                                | 2457                                                |